# Славськ-Великий
Славськ-Великий (пол. Sławsk Wielki) — село в Польщі, у гміні Крушвиця Іновроцлавського повіту Куявсько-Поморського воєводства.
Населення — 471 особа (2011).
У 1975-1998 роках село належало до Бидгощського воєводства.

## Демографія
Демографічна структура станом на 31 березня 2011 року:
|          | Загалом | Допрацездатний вік | Працездатний вік | Постпрацездатний вік |
| -------- | ------- | ------------------ | ---------------- | -------------------- |
| Чоловіки | 245     | 44                 | 175              | 26                   |
| Жінки    | 226     | 48                 | 129              | 49                   |
| Разом    | 471     | 92                 | 304              | 75                   |